# Seznam vítězů diamantové ligy v trojskoku
Toto je seznam vítězů diamantové ligy v trojskoku.

## Celkoví vítězové
| Muži                 | Muži                |
| -------------------- | ------------------- |
| Diamantová liga 2010 | Teddy Tamgho        |
| Diamantová liga 2011 | Phillips Idowu      |
| Diamantová liga 2012 | Christian Taylor    |
| Diamantová liga 2013 | Christian Taylor    |
| Diamantová liga 2014 | Christian Taylor    |
| Diamantová liga 2015 | Christian Taylor    |
| Diamantová liga 2016 | Christian Taylor    |
| Diamantová liga 2017 | Christian Taylor    |
| Diamantová liga 2018 | Pedro Pichardo      |
| Diamantová liga 2019 | Christian Taylor    |
| Diamantová liga 2020 | bez vítěze          |
| Diamantová liga 2021 | Pedro Pichardo      |
| Diamantová liga 2022 | Andy Díaz Hernández |
| Diamantová liga 2023 | Andy Díaz Hernández |
| Diamantová liga 2024 | Pedro Pichardo      |
| Diamantová liga 2025 | bude oznámeno       |

| Ženy                 | Ženy                 |
| -------------------- | -------------------- |
| Diamantová liga 2010 | Yargelis Savigneová  |
| Diamantová liga 2011 | Olga Saladuchová     |
| Diamantová liga 2012 | Olga Rypakovová      |
| Diamantová liga 2013 | Caterine Ibargüenová |
| Diamantová liga 2014 | Caterine Ibargüenová |
| Diamantová liga 2015 | Caterine Ibargüenová |
| Diamantová liga 2016 | Caterine Ibargüenová |
| Diamantová liga 2017 | Olga Rypakovová      |
| Diamantová liga 2018 | Caterine Ibargüenová |
| Diamantová liga 2019 | Shanieka Rickettsová |
| Diamantová liga 2020 | bez vítěze           |
| Diamantová liga 2021 | Yulimar Rojasová     |
| Diamantová liga 2022 | Yulimar Rojasová     |
| Diamantová liga 2023 | Yulimar Rojasová     |
| Diamantová liga 2024 | Leyanis Pérezová     |
| Diamantová liga 2025 | bude oznámeno        |